# Kreissparkasse Heidenheim
Die Kreissparkasse Heidenheim ist eine öffentlich-rechtliche Sparkasse mit Sitz in Heidenheim an der Brenz in Baden-Württemberg. Ihr Geschäftsgebiet ist der Landkreis Heidenheim.

## Organisationsstruktur
Die Kreissparkasse Heidenheim ist eine Anstalt des öffentlichen Rechts. Rechtsgrundlagen sind das Sparkassengesetz für Baden-Württemberg und die durch den Verwaltungsrat der Sparkasse erlassene Satzung. Organe der Sparkasse sind der Vorstand, der Verwaltungsrat, und der Kreditausschuss. Der Vorstand besteht aus dem Vorsitzenden und einem Mitglied. Die Sparkasse ist Mitglied im Sparkassenverband Baden-Württemberg (SVBW) und über diesen dem Deutschen Sparkassen- und Giroverband angeschlossen.
Die Marktbereiche sind gegliedert in drei Filialdirektionen (Heidenheim an der Brenz, Giengen an der Brenz und Gerstetten) und eine Unternehmenskundenabteilung. Das Immobiliengeschäft betreibt die Kreissparkasse Heidenheim selbst in der Hauptstelle in Heidenheim in einer eigenen Immobilienabteilung.

## Geschäftsausrichtung und Geschäftserfolg
Die Kreissparkasse Heidenheim betreibt als Sparkasse das Universalbankgeschäft. Sie ist Marktführer in ihrem Geschäftsgebiet. Die Kreissparkasse Heidenheim wies im Geschäftsjahr 2023 eine Bilanzsumme von 2,503 Mrd. Euro aus und verfügte über Kundeneinlagen von 1,742 Mrd. Euro. Gemäß der Sparkassenrangliste 2023 liegt sie nach Bilanzsumme auf Rang 197. Sie unterhält 24 Filialen/Selbstbedienungsstandorte und beschäftigt 321 Mitarbeiter.

## Sparkassen-Finanzgruppe
Die Kreissparkasse Heidenheim ist Teil der Sparkassen-Finanzgruppe. Die Sparkasse vertreibt daher Bausparverträge der Landesbausparkasse Süd, Produkte der DekaBank und vermittelt Versicherungen und Geldanlagen der SV SparkassenVersicherung. Im Bereich des Leasing arbeitet die Kreissparkasse Heidenheim mit der Deutschen Leasing zusammen. Zuständige Landesbank ist die Landesbank Baden-Württemberg.

## Besonderheiten
Der Sitz der Sparkasse (89520) befindet sich in einem anderen Postleitzahlenbereich als die Hauptstelle in der Olgastraße 2, 89518 Heidenheim an der Brenz.